# Géza Cséby
Géza Cséby (ur. 7 stycznia 1947 w Keszthely) – węgierski poeta, pisarz, tłumacz literatury pięknej, historyk literatury, kulturoznawca.

## Życiorys
Ojciec Géza Cséby, matka Halina Waroczewska – uchodźca z Polski z 1939. Żona Erika Szigeti, dzieci: Géza (1985), Katalin (1988).
Studia ukończył w Budapeszcie: Wyższa Szkoła Finansów i Księgowości (1972) oraz Wydział Humanistyczny Uniwersytetu im. Loránda Eötvösa (1983). W 2014 r. na Uniwersytecie w Szegedzie obronił rozprawę doktorską w dziedzinie nauk humanistycznych.
Debiutował w roku 1983 na łamach dwumiesięcznika „Somogy”; ale pierwsze jego tłumaczenia ukazały się w regionalnym dzienniku „Veszprémi Napló” już w roku 1960. Redaktor kwartalnika „Hévíz” (1993), jest członkiem redakcji czasopism „Pannon Tükör” („Lustro Pannońskie”) i „Hévíz"  Jest autorem ponad 300 opracowań naukowych i artykułów. Jest także redaktorem wydań książkowych. Główną tematyką rozpraw naukowych są: literatura i historia kultury okresu Oświecenia.
W latach 1979–2008 był dyrektorem Centrum Kultury im. Károlya Goldmarka w Keszthely. Jest inicjatorem kontaktów węgiersko-polskich, przede wszystkim w dziedzinie kultury. Jest autorem i realizatorem projektów tablic pamiątkowych ku czci kontaktów polsko-węgierskich w Starym Sączu, w Piwnicznej-Zdroju i w Marcinkowicach.  2019 - 2024 Honorowy Konsul RP w Keszthely.

## Ważniejsze dzieła własne
- A könnyek íze. Lengyel költők és írók. (przekłady, 1994)
- Ákombák (wiersze dla dzieci, 1995)
- Száztíz esztendő. Adatok a keszthelyi ipartestület történetéhez. (1996)
- Életrajzi vázlatok. Mickiewicz, Grottger, Matejko. (1998)
- Póni ette makaróni (wiersze dla dzieci, 1999)
- A keszthelyi zsidóság története 1699–1999 (współautor, 1999)
- Dukai Takács Judit a Balaton-vidék egyik korai tájleírója (2002)
- Eltékozolt ajándék/Zmarnowane dary, Lengyel költők kisantológiája/Mała antologia poetów polskich (dwujęzyczna, przekłady, 2003)
- Ábécé. Móra Ferenc emlékének. (wiersze dla dzieci, 2003)
- Az égbolt hajfonatai/Warkocze niebios. XX. századi lengyel költők/ poeci polscy XX wieku (dwujęzyczna, przekłady, 2003)
- A „Goldmark” 55 éves a keszthelyi Goldmark Károly Művelődési Központ és Szabadtéri Színház (2008)
- Sors-címerkép. Mozaikok egy család XIX. és XX. századi történetéből. (2009)
- A csend visszhangjai. Lengyel költők a XX. és XXI. század fordulóján. (przekłady, 2010)
- Portret rodzinny. Burzliwe losy moich polskich i węgierskich przodków. 2011)
- Jak podanie ręki. T. 1 (Kézfogás. Köt. 1), red. Danuta Bartosz, Kalina Izabela Zioła, Géza Cséby; tł. Géza Cséby (2013)
- Vasárnapi koncert/Niedzielny koncert (dwujęzyczna, wiersze, 2014)
- A. V. de Thracy: Napok áttetsző léptei / Les limpides avancées des heures (dwujęzyczna, przekłady, 2016)
- A Keszthelyi Helikon. Gróf Festetics György szerepe a magyar művelődéstörténetben. (2017)
- Andrzej Grabowski: Sajtkukacka Manó kalandjai (Przygody skrzata), (przekład, 2021)
- Sona Van: A sivatag librettója. Összegyűjtött versek. (wiersze, przekłady, 2020)
- Dariusz Tomasz Lebioda: A Central park kövei. Válogatott versek. (wiersze, przekłady, 2020)
- Przeminęło lato. Wiersze nowe i wybrane. (wiersze, 2024)

## Członkostwa
- Związek Pisarzy Węgierskich
- Towarzystwo Literackie im. D. Berzsenyiego
- Towarzystwo Literacko-Kulturalne im. M. V. Csokonaiego
- Towarzystwo Propagatorów Kultury
- Związek Historyków Literatury
- Towarzystwo Muzyczne im. J. Simándy’ego (prezes)
- Związek Kulturalno-Oświatowy
- Fundacja Ładnej Węgierskiej Wymowy (prezes)
- Fundacja Zagospodarowania Terenów Publicznych Miasta Keszthely (prezes)
- Towarzystwo im. J. Piłsudskiego
- Towarzystwo Literackie im. Cypriana Norwida

## Odznaczenia i wyróżnienia
- Kiváló Idegenvezető (1974)
- Srebrna odznaka „Opiekuna Miejsc Pamięci Narodowej” (1989)
- Bessenyei-díj (1998)
- Krzyż Kawalerski Orderu Zasługi Rzeczypospolitej Polskiej (2000)
- Zalai Közművelődésért-Díj (2001)
- Polonus Roku (2003)
- Magyar Köztársaság Ezüst Érdemkeresztje (2004)
- Pro Cultura Keszthely (2005)
- Krzyż Oficerski Orderu Zasługi Rzeczypospolitej Polskiej (2006)[1]
- Obywatel Honorowy miasta Piwniczna-Zdrój (2006)[2]
- Odznaka honorowa „Zasłużony dla Kultury Polskiej” (2007)
- Keszthely Városért-díj (2008)
- Srebrne Jabłko Sądeckie 2008
- Fehér Mária-díj (2008)
- Medal „Pro Patria” (2012)[3]
- Złota odznaka „Za zasługi dla Miasta i Gminy Stary Sącz”[4]
- Nagroda „Szeretet” (2017)
- Obywatel Honorowy miasta Keszthely (2019)
- Medal Alfreda Kowalkowskiego (2020)
- Nagroda Świętego Władysława (2021)
- Medal Honorowy Starego Sącza (2022)
- Nagroda Pannon Tükör-díj (2022)
- Pamiątkowy Medal Akademii Balaton "2023)
- Nagroda Pro Cultura Minoritatum Hungariae (2024)